# Sternotherus minor
Espèce
Synonymes
- Goniochelys minor Agassiz, 1857
- Sternotherus peltifer Smith & Glass, 1947

Statut de conservation UICN

 LC  : Préoccupation mineure
Sternotherus minor est une espèce de tortues de la famille des Kinosternidae.

## Répartition
Cette espèce est endémique des États-Unis. Elle se rencontre en Alabama, en Floride, en Géorgie, au Kentucky, en Louisiane, au Mississippi, au Tennessee et en Virginie.

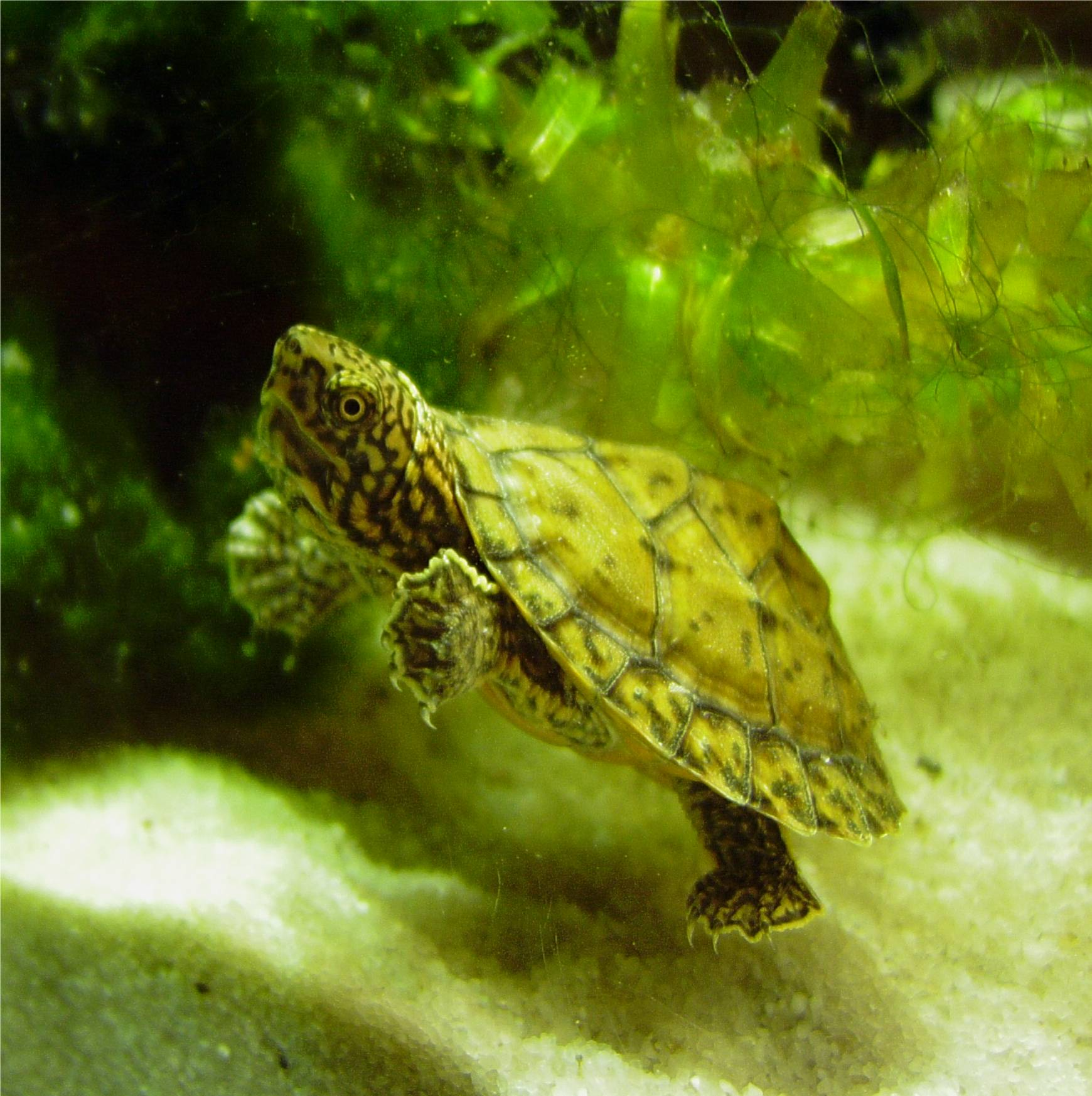
Kinosternon minor peltifer

## Liste des sous-espèces
Selon TFTSG (22 juin 2011) :
- Sternotherus minor minor (Agassiz, 1857)
- Sternotherus minor peltifer Smith & Glass, 1947

## Publications originales
- Agassiz, 1857 : Contributions to the Natural History of the United States of America. Little, Brown & Co., Boston, vol. 1, p. 1-452 (texte intégral).
- Smith & Glass, 1947 : A new musk turtle from the southern United States. Journal of the Washington Academy of Science, vol. 37, p. 22–24 (texte intégral).